# توماش کالاس
توماش کالاس (چکی: Tomáš Kalas؛ زاده ۱۵ مهٔ ۱۹۹۳) بازیکن فوتبال اهل جمهوری چک است. وی درباشگاه فوتبال شالکه در پست دفاع وسط بازی می‌کند، او همچنین در پست بک راست هم می‌تواند بازی کند.